# Variabile regolare
Le stelle variabili più importanti sono quelle regolari, che prendono il nome anche di cefeidi, infatti la prima ad essere osservata è stata proprio δ Cephei. Il loro nome è dovuto infatti alla quasi totale regolarità della pulsazione.
Un'altra stella variabile regolare notissima è la stella polare, conosciuta perché indica la direzione del polo nord; è una supergigante di color giallo chiaro, 500 volte più luminosa del Sole.
Queste stelle sono dette anche variabili fisiche perché variano la propria luminosità intrinsecamente; ciò risiede nella meccanica della loro costituzione fisica.
Le stelle cosiddette cefeidi hanno periodi superiori al giorno e possono raggiungere fino a 50-80 giorni. Anche le RR Lyrae sono particolari cefeidi, solo che hanno una periodicità inferiore al giorno stesso.
Nelle stelle variabili regolari la luminosità è direttamente proporzionale alla lentezza della variazione dello splendore; quanto più la prima aumenta tanto più lenta è la variazione della seconda. Questa relazione permette di conoscere la luminosità assoluta semplicemente misurando il periodo; quindi misurando ancora la luminosità apparente si può risalire alla distanza. In questo caso M grandezza assoluta è una funzione del logaritmo del periodo:
```
                              M = 0.4 3.5 Log T
```

quindi trovato il periodo si può giungere alla grandezza assoluta, con la relazione di Podgson si avrà la parallasse:
```
                              M = m+5 + 5Log p
```

Generalmente questi astri sono di colore bianco, il tipo spettrale è A, ed hanno una variazione moderata di ampiezza.